# Jurij Kis
Jurij Ivanovič Kis (in russo Юрий Иванович Кис?; Temirtau, 7 aprile 1962) è un ex nuotatore sovietico, dal 1992 kazako.

## Carriera
A livello continentale ha vinto la medaglia d'oro nei 100m rana ai campionati europei di Spalato 1981.

## Palmares

### Competizioni internazionali
- Mondiali

Guayaquil 1982: argento nella 4x100m mista.
- Europei

Spalato 1981: oro nei 100m rana e nella 4x100m misti.
- Universiadi

Edmonton 1983: argento nei 100m rana.